# Gijur
| Židé a judaismus |
| Židé • Judaismus • Kdo je Žid |
| Ortodoxní • Konzervativní (Masorti) Progresivní (Reformní - Liberální) • Ultraortodoxní Samaritáni • Falašové • Karaité                                                                                            |
| Etnické skupiny a jazyky |
| Aškenázové • Sefardové • Mizrachim Hebrejština • Jidiš • Ladino • Ge'ez • Buchori |
| Populace (vývoj) |
| Evropa • Amerika • Asie • Afrika • Austrálie |
| Náboženství |
| Bůh • Principy víry • Boží jména 613 micvot • Halacha • Noachidské zákony Mesiáš • Eschatologie |
| Židovské myšlení, filosofie a etika |
| Židovská filosofie Cdaka • Musar • Vyvolenost Chasidismus • Kabala • Haskala |
| Náboženské texty |
| Tóra • Tanach • Mišna • Talmud • Midraš Tosefta • Mišne Tora • Šulchan aruch Sidur • Machzor • Pijut • Zohar |
| Životní cyklus, tradice a zvyky |
| Obřízka • Pidjon ha-ben • Simchat bat • Bar micva Šiduch • Svatba • Ketuba • Rozvod (Get) • Pohřeb Kašrut • Židovský kalendář • Židovské svátky Talit • Tfilin • Cicit • Kipa Mezuza • Menora • Šofar • Sefer Tora |
| Významné postavy židovství |
| Abrahám • Izák • Jákob • Mojžíš Šalomoun • David • Elijáš • Áron Maimonides • Nachmanides • Raši Ba'al Šem Tov • Ga'on z Vilna • Maharal                                                                           |
| Náboženské budovy a instituce |
| Chrám • Synagoga • Ješiva • Bejt midraš Rabín • Chazan • Dajan • Ga'on Kohen (kněz) • Mašgiach • Gabaj • Šochet Mohel • Bejt din • Roš ješiva                                                                      |
| Židovská liturgie |
| Šema • Amida • Kadiš Minhag • Minjan • Nosach Šacharit • Mincha • Ma'ariv • Musaf |
| Dějiny Židů |
| starověk • středověk • novověk |
| Blízká témata |
| Antisemitismus • Gój • Holocaust • Izrael Filosemitismus • Sionismus Abrahámovská náboženství |
| z • d • e |

Gijur (hebrejsky: גיור) je konverze k judaismu. Člověk, který tímto způsobem přestoupil na židovskou víru, se nazývá v mužském rodě ger, v ženském rodě gijoret. Archetypem konvertity je Abram (Abrahám), který společně s ženou Sárou opustil svůj dosavadní svět, přestoupil na víru v pravého Boha a následoval jej k službě a budoucímu zaslíbení.

## Pojemger
Pojem ger v jazyce tanachu může mít dva odlišné významy:
- Ger cedek označuje člověka, který na sebe kompletně přijal židovskou identitu včetně všech 613 micvot a halachy; židovské společenství takového konvertitu přijímá jako svého plnohodnotného člena. V tomto smyslu pojednává o gerech a gijuru také tento článek.
- Ger tošav, doslova „usazený host“, označuje cizince, jenž přebývá v Izraeli, ale ponechává si vlastní, nežidovskou identitu. Jestliže tento „host“ dodržuje sedm Noemových příkazů a uznává svrchovanost Hospodina a Izraelského národa v zemi Izrael, pak má obdobná občanská práva jako žid, přestože je vyloučen z židovského náboženského života. Tóra opakovaně připomíná povinnost židů respektovat gery tohoto typu. (Hostu nebudeš škodit ani ho utlačovat, neboť i vy jste byli hosty v egyptské zemi. Ex 22, 20 (Kral, ČEP)) Ger tošav je pozitivním protikladem modloslužebníků (nerespektujících Noemovy zákony a svrchovanost Hospodina), které Tóra ukládá ze země izraelské vypudit.

## Halacha
Přestoupit na židovství může kdokoli, kdo není halachickým židem (tzn. jehož matka nebyla židovka, popř. konvertitka). Žid, který se zřekl víry a později se k ní vrací, nepodstupuje gijur, nýbrž „pokání“ (tšuvu). Žid, který vyrostl jako bezvěrec a později se chce zapojit do náboženského života, žádnou formální proceduru nepotřebuje.
O uskutečnění gijuru rozhoduje židovský náboženský soud (bejt din), který rovněž dohlíží na jeho provedení. Při rozhodování posuzuje zejména motivaci a serióznost uchazeče, rozsah a strukturu jeho znalostí židovských reálií, zejména halachy, jeho rodinnou situaci a plány do budoucna. Znalost hebrejštiny je ku prospěchu, není však nezbytnou podmínkou konverze. Roli může hrát i kvalita židovského zázemí v místě, kde se gijur provádí, a vztahy uchazeče se stávající židovskou obcí. Obvyklým požadavkem je soustavná příprava kandidáta na židovský život ve specializovaných kurzech, která může trvat i několik let. Soud se také na počátku snaží uchazeče odradit od zájmu konvertovat poukazem na protivenství, kterým je židovský národ vystavován, a na skutečnost, že být židem nepřináší žádná privilegia v duchovním životě, jen povinnosti.
Děti mohou konvertovat, přestože nemohou platně vyjádřit halachou vyžadovaný souhlas s konverzí. V takovém případě souhlas udělí rodiče nebo je nahrazen rozhodnutím soudu. Dětský konvertita může v okamžiku nabytí dospělosti vyjádřit svůj nesouhlas; v tom případě se jeho gijur považuje za neprovedený.

### Postup
Tanach proceduru konverze k židovství nepopisuje. Formální požadavky jsou uvedeny v Talmudu (Kritot 8b), a sice:
1. u mužů obřízka,
2. ponoření do mikve,
3. přinesení oběti v chrámu (tento požadavek dnes není aplikován).

Podle komentářů Rišonim je také nezbytné prohlášení kandidáta o přijetí závaznosti přikázání (halachy), které předchází obřízce a ponoření.

### Důsledky gijuru
Konvertita, který prošel uvedenou procedurou, je halachicky považován v každém ohledu za žida:
- Je povinen dodržovat všechna přikázání, jak předepisuje halacha (tzn. přikázání z psané Tóry i rabínské příkazy).
- Může být započítán do minjanu a vyvolán k čtení z Tóry.
- Získá-li patřičnou kvalifikaci, může zastávat funkci chazana, gabaje, šocheta, mohela, dokonce i rabína. Ohledně funkce soudce nejsou názory jednotné.
- Může uzavřít židovský sňatek.
- Může svědčit před bejt dinem.
- Může uskutečnit aliju; Stát Izrael přiznává konvertitovi právo návratu.

Konvertita je také považován za nového člověka, jeho duchovní podstata jakoby nově vzniká v okamžiku gijuru. V důsledku toho:
- je očištěn od svých předcházejících hříchů,
- ztrácí formální vazby se svou předchozí rodinou, a to i v případě, že by některý rodinný příslušník konvertoval současně s ním,
- získává nové jméno, které si sám zvolí. K tomuto jménu se pak připojuje označení ben Avraham (avinu) (syn našeho otce Abrahama) nebo bat Sara (imenu) (dcera naší matky Sáry).

### Platnost a uznávání gijuru
Jednou platně provedený gijur nelze odvolat nebo zrušit; ger, který po konverzi přestal dodržovat halachu, zůstává židem a jeho jednání se posuzuje jako hřích, přestoupení.
Vyskytnou-li se však prokazatelné vady v samotné proceduře konverze, lze gijur prohlásit za neplatný. K tomu může dojít, jestliže:
- některý z formálních požadavků chybí nebo nebyl proveden předepsaným způsobem,
- bejt din nebyl způsobilý provádět gijury,
- přijetí závaznosti přikázání uchazečem nebylo vážné, měl v této době skrytou výhradu vůči nějaké halaše, kterou znal.[1]

V r. 2008 takto zrušil Nejvyšší rabínský soud Izraele konverzi provedenou pod vedením r. Chajima Druckmana 15 let předtím. Toto rozhodnutí může mít precedenční charakter a uvádí v pochybnost všechny gijury provedené r. Druckmanem od r. 1999.
Podle ortodoxního judaismu se výše uvedené vady vyskytují u konzervativních a reformních gijurů, a proto gijury těchto denominací neuznává. Stát Izrael zastává i přes odpor Vrchního izraelského rabinátu názor opačný a těmto gerům přiznává právo návratu. Problematická je již otázka židovského sňatku v Izraeli, která spadá pouze do kompetencí ortodoxního rabinátu. Postoj státu Izrael ke konzervativním a reformním gijurům je ovšem předmětem opakované debaty.

## Postoje židovské komunity
Postoje židovské tradice ke gijuru jsou ambivalentní. Talmud v této otázce vykazuje značné názorové rozdvojení. Na jednu stranu obsahuje výroky podporující a chválící konverzi (mezi potomky konvertitů měl patřit např. rabi Akiva), na druhou stranu se často setkáváme s názory typu „Proselyté jsou pro Izrael obtížní jako boláky“ nebo „Za dnů Mesiáše nebudou přijímáni žádní proselyté, stejně jako nebyli přijímáni za dnů Davida a Šalamouna krále.“
Halacha ukládá zájemce o gijur nejprve odrazovat; teprve když přesto zůstanou neústupní, lze jim konverzi dovolit. Postoje současných ortodoxních rabínů jsou však ve vztahu ke gijuru spíše zdrženlivé, obzvláště je-li gijur proveden v diaspoře. Příčinou je zejména šířící se sociální faktor smíšených sňatků, doprovázených často snahou o „nápravu“ židovského charakteru takového svazku formálně provedeným gijurem. Syrská židovská komunita v Brooklynu dokonce v r. 1935 zakázala svým členům sňatky s konvertity; tento zákaz je v platnosti dodnes.
Konvertité mohou v židovském prostředí pocítit značné sociální znevýhodnění, které je dané nejen občasným odmítnutím židovské komunity konvertitu mezi sebe přijmout, ale také celou řadou přísných halachických zákonů. Konvertité ani jejich potomci si nesmí brát kohanim (toto se týká sňatku mezi ženou-konvertitkou či jejími potomky a kohenem), pokud se tak přesto stane, sňatek je platný, ale děti vzešlé z takového svazku nezdědí otcův kněžský status. Zatímco etnický žid si nesmí vzít mamzera (osobu vzešlou z nezákonného svazku), konvertita ano. Konvertité také nemohou soudit některé věci (zejména trestní).
Přestože konvertité mohli oficiálně zastávat jakoukoli veřejnou funkci v komunitě, téměř se tak nestávalo. Pokud se komunita musela rozhodnout, komu pomůže, bylo pořadí následující: kněz, levita, Izraelita, mamzer, natin (jedinec z jiné etnické skupiny, který žil jako sluha mezi Izraelity), proselyta, osvobozený otrok.